# James Baker
James Addison Baker, III (Houston, 1930. április 28. –) amerikai politikus (republikánus), jogász, pénzügy- és külügyminiszter.

## Életpályája
Jogi tanulmányait a princetoni és a texasi egyetemen végezte. Gerald Ford elnöksége alatt helyettes kereskedelmi államtitkár. Ronald Reagan elnöksége alatt előbb a Fehér Ház személyzeti vezetője volt, majd a Reagan-kormányzat pénzügyminisztere (1985–1988).Tervet készített a harmadik világ pénzügyi problémáinak megoldására (Baker-terv).  Miután pénzügyminiszteri tisztségéről lemondott,  idősebb George Bush választási kampányának irányítója volt. Bush választási győzelme után külügyminiszter volt (1989–1993).